# Michael Greis
Michael Greis [mihajel grajs], nemški biatlonec, * 18. avgust 1976, Füssen, Bavarska, Nemčija
Prvič je tekmoval na Zimskih olimpijskih igrah 2002 v Salt Lake Cityju in dosegel 15. mesto v 10 km šprintu in 16. v 12.5 km zasledovanju.
Prvo posamično zmago je dosegel na svetovnem prvenstvu v sezoni 2004/05, prvo skupinsko zmago pa kot član zmagovalne 30 km (4 x 7.5 km) štafetne ekipe na svetovnem prvenstvu v biatlonu 2004. Na svetovnem prvenstvu leta 2005 je osvojil še srebro v katergoriji 20 km.
Na Zimskih olimpijskih igrah 2006 je postal prvi dobnik zlate medalje, z zmago na 20 km klasično in tako odvzel naslov olimpijskem branitelju, Norvežanu Oleju Einarju Bjørndalnu. Njegovo drugo zlato je osvojil v štafeti (4 x 7.5 km) in tretjo na 15 km skupnem štartu. Tako je postal prvi športnik s tremi zlatimi medaljami na ZOI 2006.